# Lignane

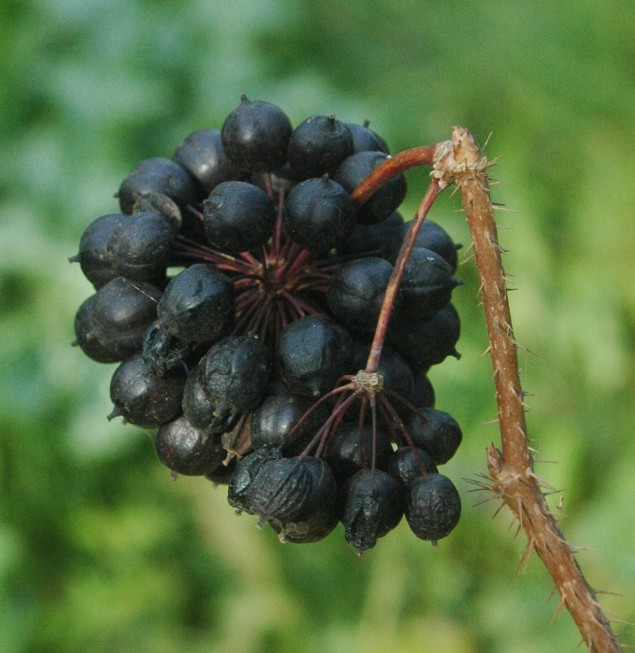
Borstige Taigawurzel (Eleutherococcus senticosus)

Dibenzylbutan, ein Lignan

Lignane sind eine Stoffgruppe, die als Naturstoff in Pflanzen vorkommen, z. B. in der Taigawurzel, in der Baldrianwurzel und in verschiedenen essbaren Pflanzenteilen wie z. B. Lein- und Sesamsamen, Getreidekörnern, Früchten (z. B. in Schisandra) und Gemüse.
Lignane sind farblose, kristalline und geruchlose Verbindungen. Die sogenannten Enterolignane sind Stoffwechselprodukte, die im menschlichen Darm durch den bakteriellen Abbau der pflanzlichen Lignane entstehen, z. B. Enterolacton aus dem Lignan Sesamin.

## Struktur
Lignane zeichnen sich durch dimere C6C3-Körper (Phenylpropanoide) aus, die über das mittlere (β)-C-Atom verbunden sind. Unterschiedliche Strukturvarianten ergeben sich durch Anordnung und Verknüpfung der C3-Seitenketten. Viele Lignane weisen zusätzliche Heterocyclen auf, z. B. zwei Tetrahydrofuranringe in den Sesaminderivaten (Diepoxylignanen) oder ein Laktonring in den Lignanoliden. Wenn zwei Kohlenstoffe durch eine CC-Bindung verbunden sind, spricht man von Cyclolignanen, zu denen z. B. das Podophyllotoxin sowie die typischen Lignane aus Schisandra zählen.

Häufige Lignangerüste: 9,9'-Lignanolid, Diepoxylignan, 2,7'-Cyclolignan, 2,2'-Cyclolignan

In Pflanzen kommen Lignane in der Regel frei oder glycosidisch gebunden vor. Durch Polymerisation der C6C3-Körper (= Monolignole) entsteht das sogenannte Lignin, das in der pflanzlichen Zellwand vorkommt und für die Verholzung der Pflanzenzellen sorgt. Lignane und Lignin sind völlig unterschiedliche Verbindungen, die nicht miteinander verwechselt werden sollten. Lignin zählt zur Gruppe der unlöslichen Ballaststoffe.

## Aufgaben und Bedeutung

Podophyllotoxin

In der Pflanze fungieren Lignane offenbar als Abwehrstoffe gegen Erkrankungen und Infektionen und scheinen auch eine Kontrolle über das Pflanzenwachstum auszuüben.
Für den Menschen sind einige pflanzliche Lignane auch aus ernährungswissenschaftlicher Sicht interessant: Aufgrund ihrer östrogenartigen Wirkungen und anderer biochemischer Eigenschaften sind sie möglicherweise für die Vorbeugung gegen Herz-Kreislauferkrankungen und andere chronische Erkrankungen von Bedeutung.
Des Weiteren werden Lignane als pflanzliche Sedativa eingesetzt. Die schlaffördernden Wirkungen haben ihnen auch die Bezeichnung als „Schlaflignane“ eingebracht. Traditionell wird z. B. die Baldrianwurzel, die Schlaflignane enthält, zur Beruhigung und Schlafförderung genutzt. Die als Schlaflignane bezeichneten Olivilverbindungen setzen an den gleichen Rezeptoren im Gehirn (Adenosin-A1-Rezeptoren) an wie das körpereigene Adenosin. Vergleichbar mit dem Adenosin fördern die Lignane den Schlaf, sie wirken wie ein pflanzliches Adenosin. Damit die Lignane aus dem Baldrian schlaffördernd wirken können, müssen sie in ausreichender Konzentration vorhanden sein. Dabei spielt die Wahl des Extraktionsmittels eine Rolle. In Untersuchungen konnte nachgewiesen werden, dass nur aus Extrakten, die mit Hilfe des Lösungsmittels Methanol aus der Pflanze gewonnen wurden, die schlaffördernden Lignane in der erforderlichen Menge freigesetzt werden. Wurde stattdessen zur Extraktion das Lösungsmittel Ethanol genutzt, konnte die Lignan-Wirkung nicht festgestellt werden.
Einige Lignane sind cytotoxisch, darunter das Podophyllotoxin, dessen Derivat Etoposid als Cytostatikum eingesetzt wird.

## Vorkommen in Lebensmitteln
Lignane finden sich vor allem in Leinsamen und Kürbiskernen.
| Lebensmittel         | Lignane µg/100 g        |
| -------------------- | ----------------------- |
| Leinsamen            | 370.000 371.100 384.500 |
| Kürbiskerne          | 20.300 21.400           |
| Erdbeeren            | 1.578                   |
| Oliven               | 1.254                   |
| Tee, Schwarz         | 1.100                   |
| Cranberry            | 1.054                   |
| Rotwein              | 1.000                   |
| Sonnenblumenkerne    | 818                     |
| Haferkleie           | 790                     |
| Kürbis               | 695                     |
| Weizenkleie          | 664                     |
| Sesamsamen           | 661                     |
| Brombeere            | 569                     |
| Knoblauch            | 520                     |
| Erdnüsse             | 460                     |
| Linsen               | 457                     |
| Spargel              | 442                     |
| Brokkoli             | 256 437                 |
| Weizen, ganzes Korn  | 410                     |
| Karotten             | 381                     |
| Süßkartoffel         | 336                     |
| Aprikose, getrocknet | 328                     |
| Nüsse                | 96–257                  |
| Sojabohnen           | 10–200                  |
| Roggen               | 112                     |
| Gerste               | 58                      |